# Raumoco
Der Raumoco (Ribeira Raumoco) ist ein Fluss in der osttimoresischen Gemeinde Lautém, der vom Inselinneren nach Norden in die Straße von Wetar fließt.

## Verlauf

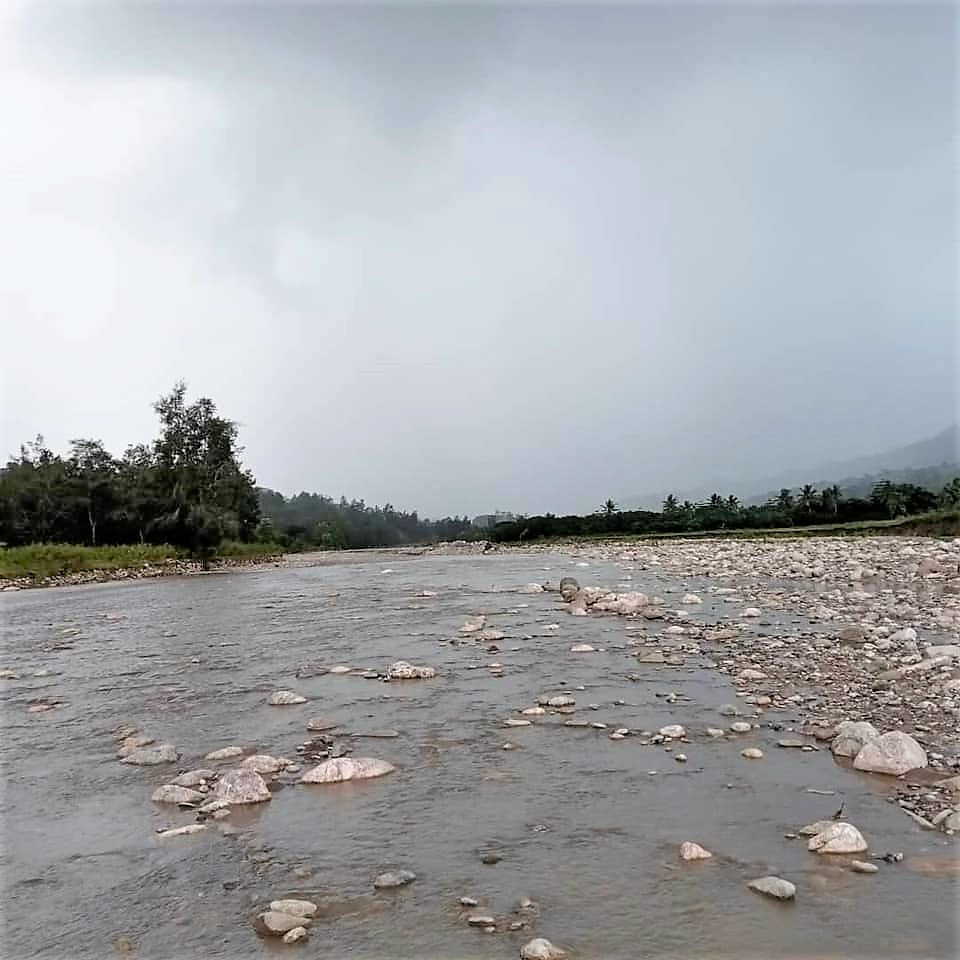
Im Oberlauf in den Sucos Daudere und Afabubu

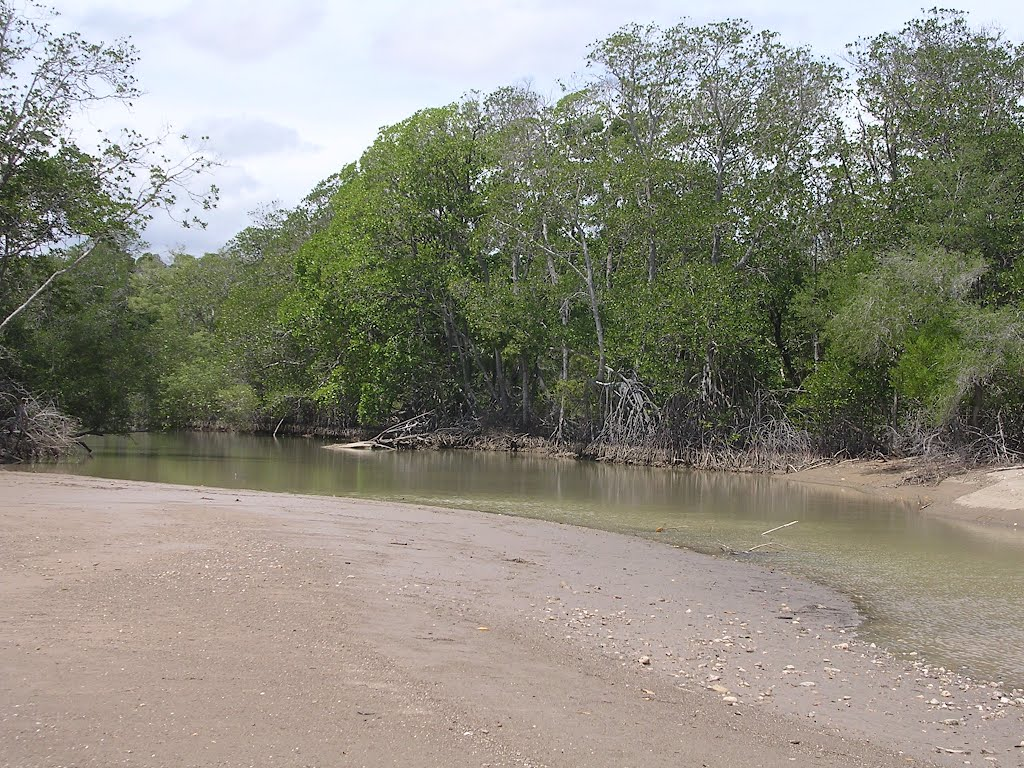
Zwischen den Mangroven, nahe der Mündung, finden sich Leistenkrokodile

Er entspringt im Grenzgebiet zwischen den Sucos Baricafa und Luro, folgt der Grenze etwas nach Süden, bevor er nach Osten schwenkt und Luro durchquert. Dann fließt der Raumoco entlang der Grenze zum Suco Maina II nach Norden und weiter entlang der Grenze von Afabubu und Cotamutu im Westen und Maina II im Osten. Aus Maina II kommend, mündet der Roumoco in den Raumoco. Der Adafuro entspringt im Suco Lacawa, durchquert den Suco nach Norden fließend, bildet ein Stück der Grenze zwischen Cotamutu und Afabubu und durchquert Afabubu dann, bis er in den Raumoco mündet. Nachdem er Afabubu und Maina II verlassen hat, durchquert der Raumoco den Suco Daudere, an dessen Nordküste er in die Straße von Wetar mündet. Der Builui entspringt im Norden des Sucos Maina II und durchquert sen Suco Daudere im Südosten, bevor er in den Raumoco beim Ort Daudere mündet.
Während der Trockenzeit ist der Fluss eine der wichtigsten Wasserquellen für die Bevölkerung der Gemeinde.